# Appenzeller und Toggenburger Senntumsmalerei

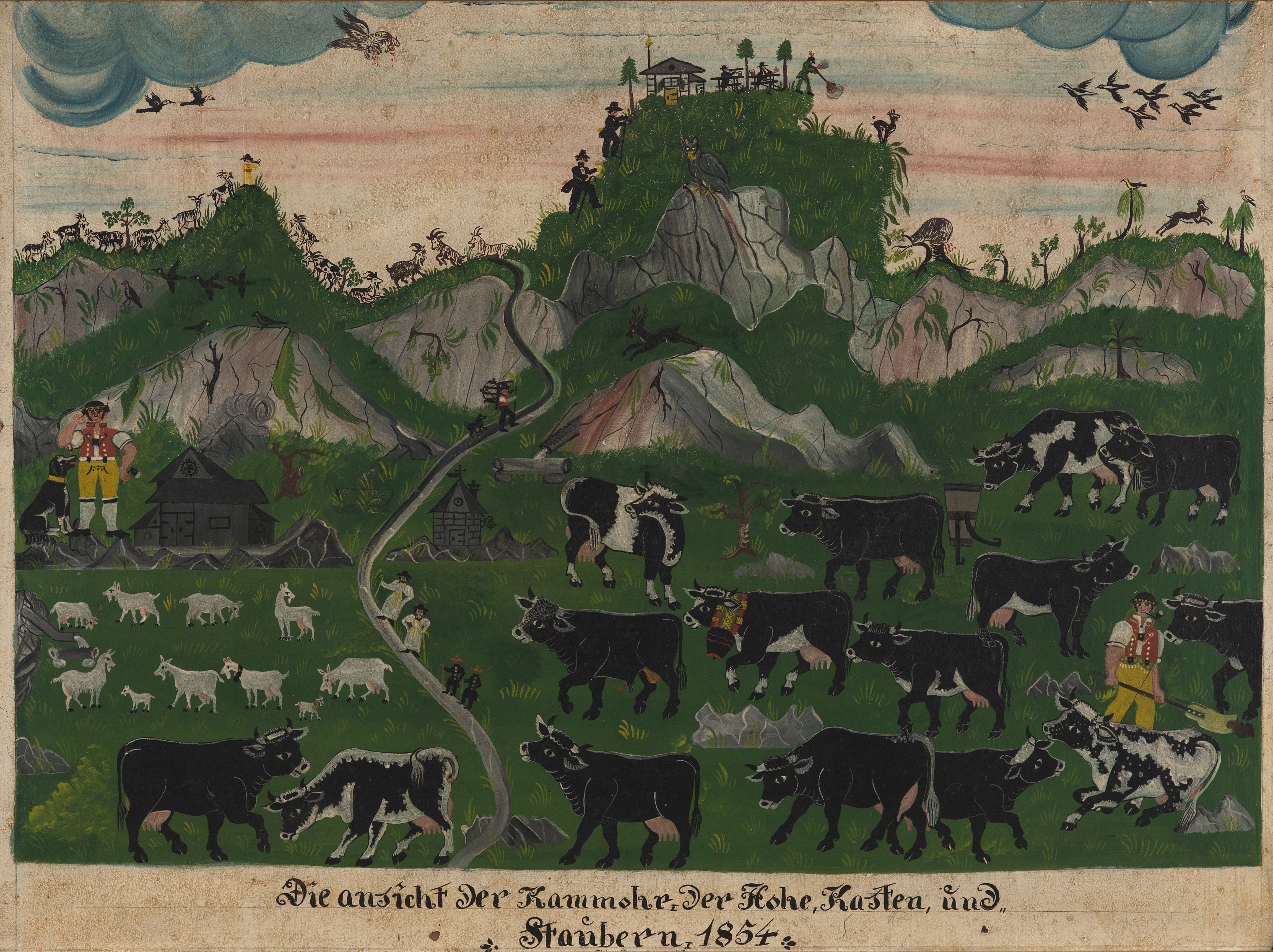
«Viehweide unter Kamor, Hohem Kasten und Staubern» (1854) von Bartholomäus Lämmler gilt als Hauptwerk der Appenzeller und Toggenburger Senntumsmalerei.

Die Senntumsmalerei entwickelte sich im 19. Jahrhundert im Bauernstand des Appenzellerlands und des Toggenburgs in der Ostschweiz. Sie ist ein Teil der Appenzeller und Toggenburger Bauernmalerei, die sich in Möbelmalerei und Senntumsmalerei gliedert.
Auftraggeber der Senntumsmalerei waren Sennen und Bauern, die ihre Welt dargestellt haben wollten. Im Zentrum stehen die Kühe, die seit dem Mittelalter von zentraler wirtschaftlicher Bedeutung für die Ostschweiz sind, die Alp, die Alpfahrt sowie das Appenzeller und Toggenburger Bauernhaus. Die Maler waren dörfliche Handwerker, die in zwei bis drei Generationen die Appenzeller und Toggenburger Senntumsmalerei begründeten, die bis heute stilprägend und von hoher künstlerischer Qualität ist.

## Vorgeschichte
Der Zeitraum der eigentlichen appenzellisch-toggenburgischen Senntumsmalerei umfasst rund 200 Jahre. Die Wurzeln reichen jedoch weiter zurück. Zwischen 1550 und 1680 waren Glasmalereien um den Säntis besonders beliebt. Auf den Schweizer Scheiben sind bürgerliche Darstellungen der bäuerlichen Welt zu finden. Mit dem Niedergang der Glasmalerei kam Ende des 17. Jahrhunderts die Appenzeller und Toggenburger Möbelmalerei auf. Zunächst wurden Möbel und Toggenburger Hausorgeln ornamental bemalt, später mit figürlichen Motiven. Die Bildmotive wurden der biblischen und bäuerlichen Welt entnommen, doch fehlte das Bildmotiv der Alpfahrt.

## Klassische Bauernmaler im 19. Jahrhundert

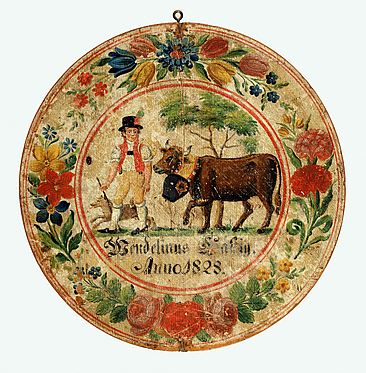
Eimerbödeli mit der Aufschrift Wendelinus Hässig Anno 1828 von Conrad Starck (Zuweisung)

Den Übergang zur klassischen Bauernmalerei leitete der Gontner Conrad Starck (1769–1817) ein. Er ist einer der wenigen bekannten Möbelmaler des Appenzellerlandes und Toggenburgs aus jener Zeit. Im Kranz eines 1809 datierten Kastens hat er seine Signatur und den ersten Sennenstreifen hinterlassen. Die später populären Sennenstreifen zeigen die Alpfahrt als langer Zug von Kühen und Sennen und wurden über dem Stalltor angebracht. Bauern bei ihrer Arbeit und Sennen bei der Alpfahrt wurden auch von anderen Möbelmalern übernommen und waren nach 1820 keine Seltenheit mehr, bis die Möbelmalerei nach 1850 verschwand.

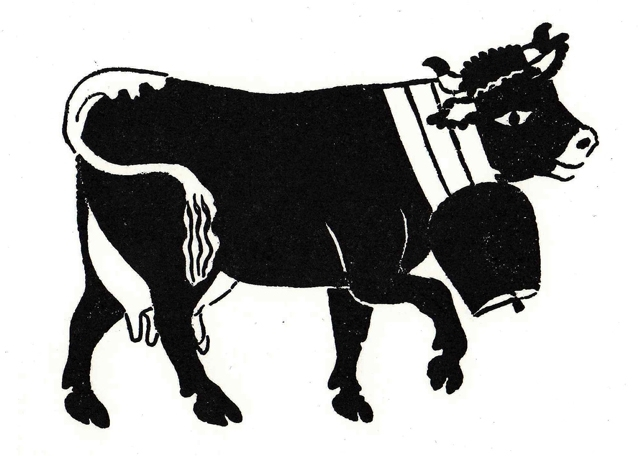
Mit Druckstock hergestellte «Lämmlerkuh» von Bartholomäus Lämmler. Er druckte sie in langen Reihen zu Sennenstreifen.

Das älteste datierte Melkeimerbödeli wurde 1804 von einem unbekannten Maler erstellt. Dieses runde, bemalte Brettchen wird beim Alpauf- und Alpabzug am Boden des Melkeimers befestigt und über der Schulter des Sennen getragen. Nach 1850 kamen die Alpfahrts- oder Tafelbilder auf, die als Wandschmuck in der Stube dienen und sich bis heute Beliebtheit erfreuen. Die Entwicklung des Tafelbildes geht auf den Ausserrhoder Bartholomäus Lämmler zurück. Er begann um 1830 als Möbelmaler und malte nach dem Rückgang der Möbelmalerei Eimerbödeli und Sennenstreifen. Lämmler missachtete phantasievoll Proportionen und die Regeln der Perspektive. Er gilt als einer der bedeutendsten Vertreter der klassischen Senntumsmaler, obwohl nur wenige seiner Tafelbilder erhalten sind.

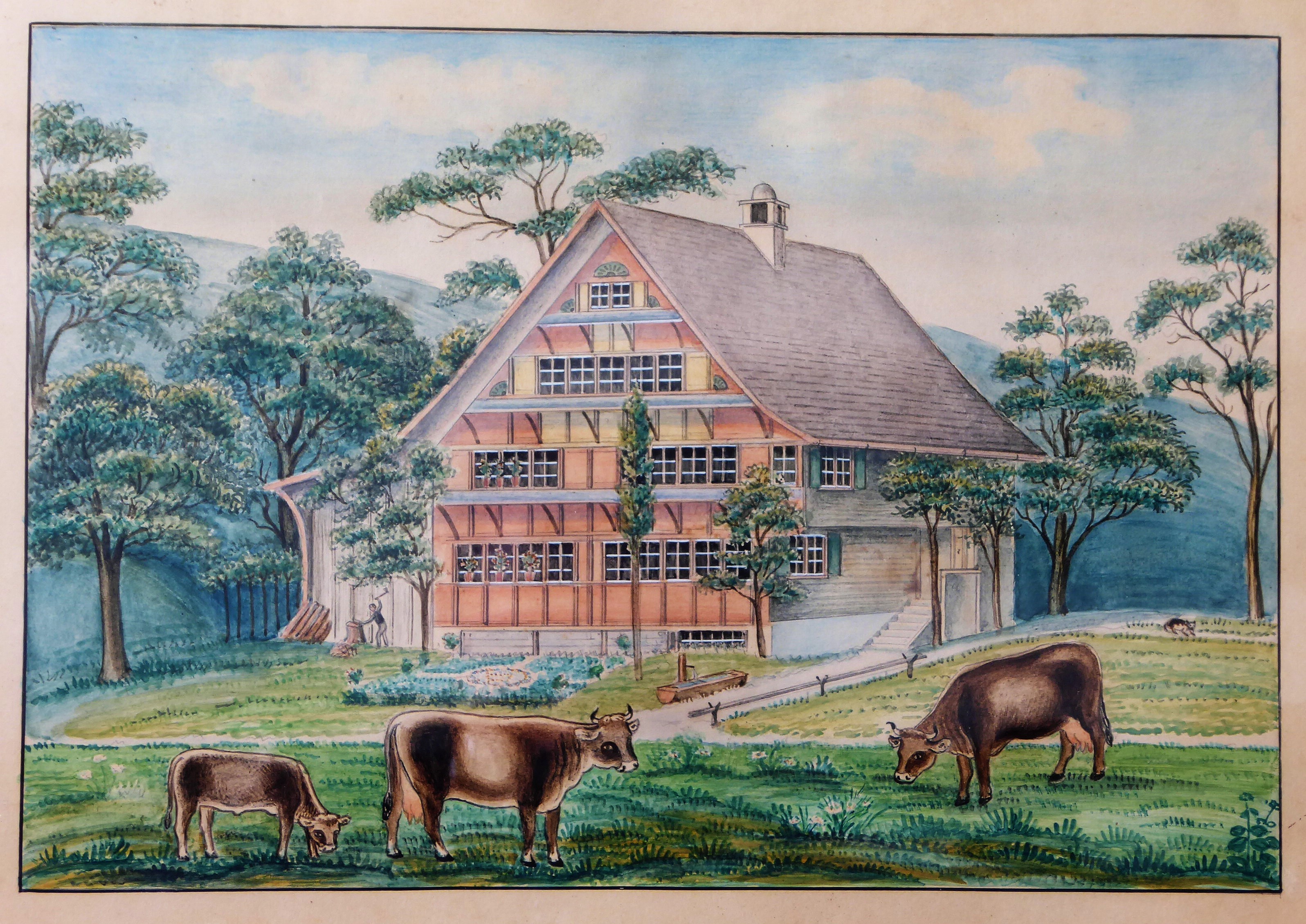
Das Elternhaus von Babeli Giezendanners Ehemann in der Mistelegg, Gemeinde Hemberg, um 1880

Die Bilder des Uhrmachers Johannes Müller aus Stein AR tragen trotz zeichnerischer Mängel eine klare Handschrift. Er prägte die Senntumsmalerei mit seiner akkuraten Ordnung der Tiere, Menschen, Häuser in der gestaffelten Landschaft. Müller schuf eine grosse Zahl von Tafelbildern und Eimerbödeli und übte einen starken Einfluss auf andere Malende aus, deren Werke heute als Klassiker gelten.
Die Toggenburger Hausiererin Anna Barbara Aemisegger-Giezendanner, «s’ Giezedanners Babeli» genannt, pflegte Kontakt mit Müller. Die einzige Bauernmalerin der Klassik fällt durch einen zeichnerisch genauen Stil aus, mit dem sie alle im Toggenburg tätigen Bauernmaler beeinflusste. Auf sie gehen mit Bildern und Texten versehenen Poesiealben sowie die Einzeldarstellungen von Hausbauten zurück. Ihr Konkurrent war der Kappler Dachdecker und Gelegenheitsarbeiter Felix Brander (1846–1924), der vor allem Einzelhäuser zeichnete.
Zu den bedeutenden Appenzeller Klassikern gehören zudem Johann Ulrich Knechtli (1845–1923), Franz Anton Heim, Johannes Zülle (1841–1938), Johann Jakob Heuscher (1843–1901) und Johann Baptist Zeller (1877–1959).

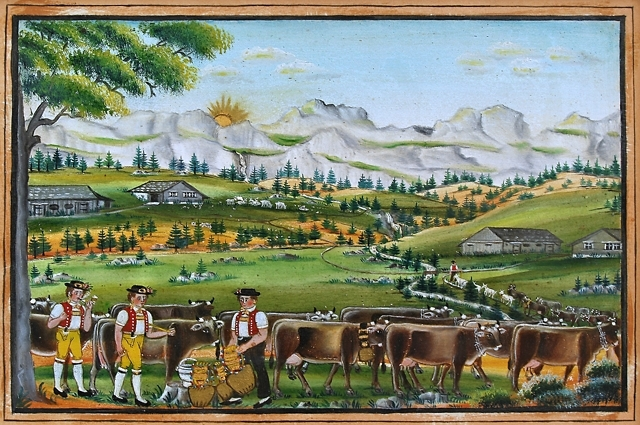
Johannes Müller: Ankunft auf der Alp, um 1865.
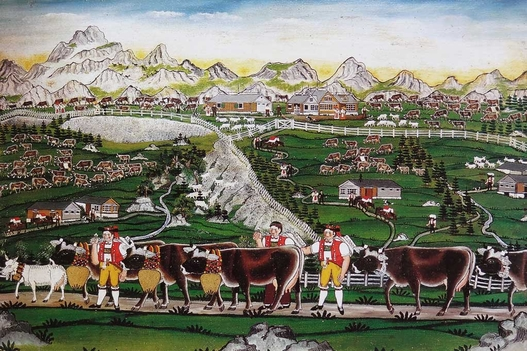
Johann Ulrich Knechtli: Hochalp, 1903
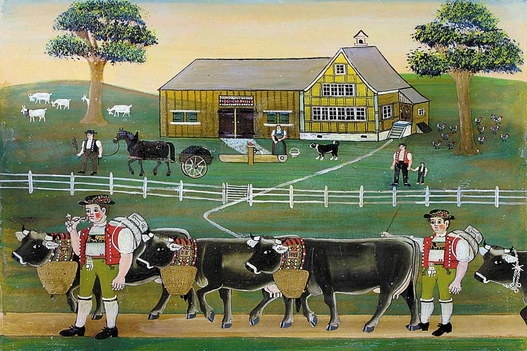
Franz Anton Haim: Alpabfahrt vor Bauernhaus, 1889
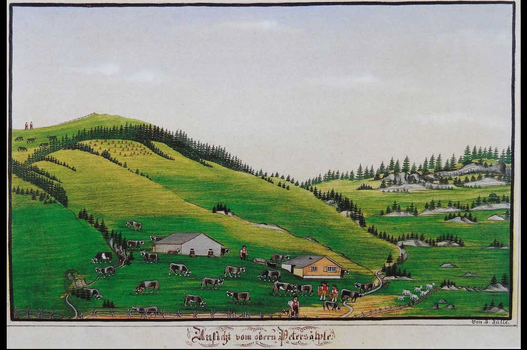
Johannes Zülle: Ansicht vom obern Petersälple⊙, um 1920
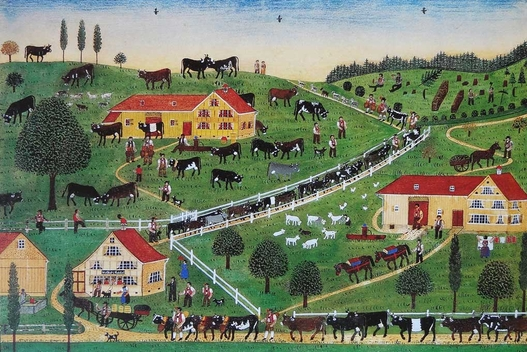
Johann Jakob Heuscher: Alpfahrt bei der Wirtschaft zum Sennhof, 1895
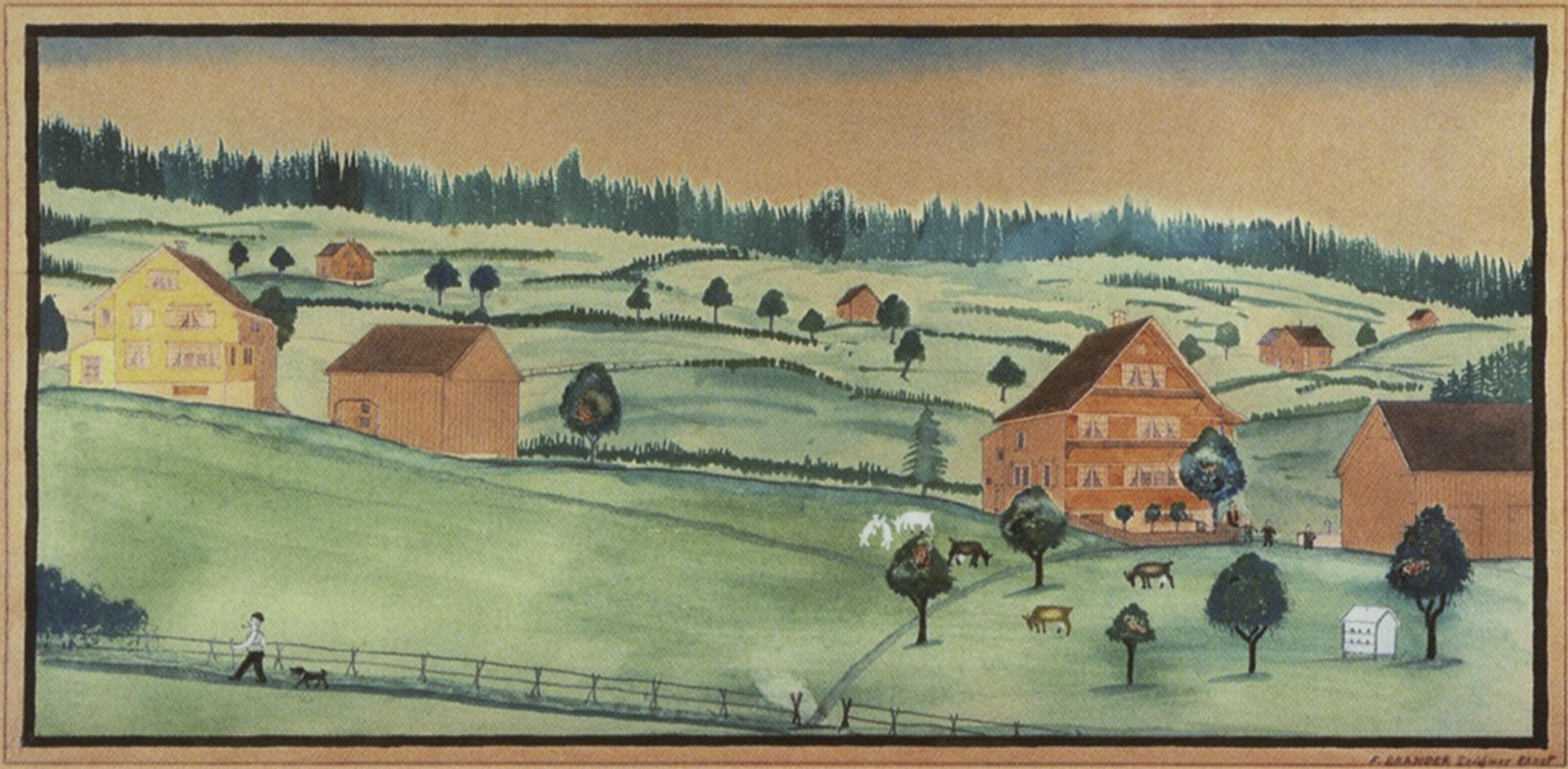
Bild des Toggenburgers Felix Brander

## Senntumsmalerei im 20. und 21. Jahrhundert
| Sennenstreifen · Sennenstreifen · Sennenstreifen · Sennenstreifen · Sennenstreifen · Sennenstreifen |
| Sennenstreifen von Johannes Müller                                                                  |

Die nachfolgende Generation von Malern war überwiegend im 20. Jahrhundert tätig. Sie übernahm den Motivaufbau der klassischen Senntumsmalerei für Alpfahrten und Eimerbödeli weitgehend. Dabei fanden die rund fünfzig Senntumsmaler dieser Epoche ihren persönlichen Stil.
Die blühende wirtschaftliche Entwicklung nach dem Zweiten Weltkrieg führte dazu, dass Nachfahren der bäuerlichen Familien in die aufstrebenden Zentrumsregionen des Mittellandes zogen. Bei Weggezogenen entstand eine Sehnsucht nach Heimat und ihre höheren Einkommen ermöglichten den Erwerb von Senntumsmalerei. Auch kunstinteressierte städtische Bürger zeigten Interesse. Die Motive der Bauernmalerei wurden kommerziell genutzt und so kam es ab den 1960er Jahren zu einer heftigen Kontroverse um die Authentizität der aktuellen Senntumsmalerei.
Die Appenzeller und Toggenburger Laienkünstler haben ihre Ursprünglichkeit nicht verloren und finden bis heute immer wieder neue schöpferische Ausdrucksformen für die bekannten alten Bildmotive der Senntumsmalerei. Albert Enzler (1882–1974), Franz Wild (1883–1978) oder der Toggenburger Niklaus Wenk zeichnen sich durch einen eigenständigen Stil aus. Sehr naturalistisch malte Christian Vetsch. Daneben wirkten Künstler wie Hans Krüsi, der kein Senntumsmaler ist, oder die Appenzellerin Sibylle Neff, welche die bekannten Bildmuster der Bauernmalerei übernommen und in neue Formen gebracht hat. Zu den erfolgreichen Bauermalern der Gegenwart zählen unter anderem Albert Manser, Willi Keller (* 1942), Johann Hautle (* 1945) und Theres Tobler-Manser (* 1953).

## Blick über die Grenzen

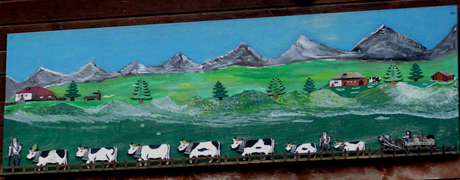
Gemälde an einem Bauernhaus von der Poya in Estavannens

Eine mit der Senntumsmalerei um den Säntis vergleichbare Kultur hat sich ohne nachweisbare Beziehung als Poya-Malerei im Greyerzbezirk im Kanton Freiburg entwickelt. Die mit Szenen der Alpfahrt verzierten Holzbretter wurden wie der Sennenstreifen in der Ostschweiz über dem Scheuneneingang aufgehängt. Die ältesten Bilder gehen in die 1830er-Jahre zurück.